# Presbytherium
Presbytherium — це вимерлий пантодонт, який існував у Альберті, Канада, в період палеоцену. Вперше його назвав Крейг С. Скотт у 2010 році.